# Hämelhausen
Hämelhausen ist eine Gemeinde im Landkreis Nienburg/Weser in Niedersachsen. Sie gehört der Samtgemeinde Grafschaft Hoya an.

## Geografie
Hämelhausen liegt zwischen dem Naturpark Wildeshauser Geest und dem Naturpark Steinhuder Meer ungefähr in der Mitte zwischen Bremen und Hannover. Hämelhausen liegt in der Hämelheide und südlich liegt der Hämelsee.

## Ortsname
Alte Bezeichnungen des Ortes sind um 1300 To dem Hemelhus, um 1380 Hemelszhusz, Hemmlhuß und um 1508 Hemelheide.
„Hamal“, auch „Ham-“ bedeutet „Winkel“, „winkelförmiges Terrain an Flüssen oder Bucht“.

## Politik

### Gemeinderat
Der Gemeinderat aus Hämelhausen setzt sich aus 9 Ratsfrauen und Ratsherren zusammen.
- Wählergemeinschaft Hämelhausen 9 Sitze

(Stand: Kommunalwahl am 11. September 2016)

### Bürgermeister
Der ehrenamtliche Bürgermeister Jürgen Ohlmeier wurde am 19. Februar 2025 gewählt.

## Wirtschaft und Infrastruktur

### Verkehr
Die Gemeinde liegt an der Landesstraße L 200, die von Eystrup nach Rethem (Aller) führt. Unweit westlich verläuft die von Nienburg/Weser nach Verden (Aller) führende Bundesstraße 215.

## Sport
Der ortsansässige Sportverein und der Schützenverein in Hämelhausen bieten die Sportarten Fußball, Tischtennis, Gymnastik, Badminton, Dart und Sportschießen an.